# Samuel Dickson (Politiker, 1807)
Samuel Dickson (* 29. März 1807 in Bethlehem, New York; † 3. Mai 1858 in New Scotland, New York) war ein US-amerikanischer Arzt und Politiker. Zwischen 1855 und 1857 vertrat er den Bundesstaat New York im US-Repräsentantenhaus.

## Werdegang
Samuel Dickson wurde ungefähr fünf Jahre vor dem Ausbruch des Britisch-Amerikanischen Krieges in Bethlehem geboren und wuchs dort auf. Er schloss seine Vorstudien ab. 1825 graduierte er am Union College in Schenectady. Er studierte Medizin, erhielt im Mai 1829 ein Diplom von den Censors der Medical Society of the State of New York und praktizierte dann in New Scotland.
Bei den Kongresswahlen des Jahres 1854 für den 34. Kongress wurde Dickson für die Opposition Party im 14. Kongresswahlbezirk von New York in das US-Repräsentantenhaus in Washington, D.C. gewählt, wo er am 4. März 1855 die Nachfolge von Rufus Wheeler Peckham antrat. Da er auf eine erneute Kandidatur im Jahr 1856 verzichtete, schied er nach dem 3. März 1857 aus dem Kongress aus. Während seiner Amtszeit wurde der Kansas-Nebraska Act mit seinen Bestimmungen zu Erweiterung der Sklavenhaltung verabschiedet.
Am 3. Mai 1858 starb er in New Scotland und wurde auf dem New Scotland Presbyterian Church Cemetery beigesetzt.